# Ballasjön
Ballasjön är en sjö i Bollebygds kommun i Västergötland och ingår i Rolfsåns huvudavrinningsområde. Sjön är 10 meter djup, har en yta på 0,149 kvadratkilometer och befinner sig 113,5 meter över havet. Sjön avvattnas av vattendraget Rammsjöbäcken.
Ballasjön är en bad- och fiskesjö inom cykel- och gångavstånd från samhället Bollebygd. Bland fiskeintresserade är den känd för främst karpfiske, men även för brax, regnbåge, sutare och ål.

## Badvattenkvalitet
Provtagningsresultat av vattenkvalitet via www.badplatsen.smittskyddsinstitutet:
- 2011: Utmärkt kvalitet (4)
- 2010: Utmärkt kvalitet (4)
- 2009: Utmärkt kvalitet (4)
- 2008: Utmärkt kvalitet(4)

## Delavrinningsområde
Ballasjön ingår i delavrinningsområde (639623-130272) som SMHI kallar för Ovan Häbbäcken. Medelhöjden är 108 meter över havet och ytan är 10,52 kvadratkilometer. Räknas de 23 avrinningsområdena uppströms in blir den ackumulerade arean 327,99 kvadratkilometer. Avrinningsområdets utflöde Rolfsån (Nolån) mynnar i havet. Avrinningsområdet består mestadels av skog (67 %) och jordbruk (11 %). Avrinningsområdet har 0,23 kvadratkilometer vattenytor vilket ger det en sjöprocent på 2,1 %. Bebyggelsen i området täcker en yta av 1,23 kvadratkilometer eller 12 % av avrinningsområdet.